# Оренбургский тракт (Казань)
Оренбургский тракт (тат. Оренбург тракты) — магистральная автодорога города Казани, расположенная в Приволжском районе города. Является продолжением улицы Павлюхина и затем частью автодороги Р239 в пределах города. Является одной из основных городских магистралей к больничному городку РКБ/ДРКБ и основной к Международному аэропорту «Казань», а также (через Фермское шоссе) к посёлку Боровое Матюшино с правительственными и гражданскими загородными коттеджами, базами отдыха, дачами и жилыми домами. До развязки с дорогой на аэропорт тракт выполнен в виде полноценной четырёхполосной автомагистрали с разделёнными проезжими частями, освещением в тёмное время суток, без перекрестков и съездов и с ограничением скорости в 110 км/ч.

## Расположение
Оренбургский тракт пролегает с севера на юг и юго-восток на протяжении примерно 5,7 км от пересечения улиц Павлюхина и Даурская (мост южного внутригородского железнодорожного хода) до границы территории города (начало автодороги Р239). В средней части тракта есть проезд в жилой Военный городок, пересечение с кольцевым движением с улицей Танковая (Танковое кольцо) и проездом к МКДЦ, пересечение с начинающимся от тракта Фермским шоссе (у юго-восточного берега озера Средний Кабан), дублирующий основную магистраль тракта Оренбургский съезд, пересечение с проспектом Победы (между жилым микрорайоном «Солнечный город» и Деревней Универсиады). На протяжении тракта до Фермского шоссе есть линия троллейбусных маршрутов, там же и после пересечения с проспектом Победы — движение автобусных маршрутов.

## Объекты, расположенные на тракте
- Казанский государственный институт культуры — Оренбургский тракт, 3;
- Управление ГИБДД МВД по РТ и Управление ГИБДД УВД по г. Казани МВД по РТ — Оренбургский тракт, 5;
- Мультимедийный парк «Россия — моя история» (бывш. ВДНХ) — комплекс зданий, Оренбургский тракт, 8;
- Центр гребных видов спорта (гребной канал) — на озере Средний Кабан рядом с «Казанской ярмаркой»;
- Центр хоккея на траве — домашняя арена хоккейной команды «Динамо-Казань», — Оренбургский тракт, 11;
- Электродепо Казанского метрополитена «Аметьево» и Казанский профессиональный лицей наземного и подземного электрического транспорта — Оренбургский тракт, 17;
- Казанское танковое училище — комплекс зданий, Оренбургский тракт, 6;
- Жилой комплекс и торговый центр «Бэхетле» — Оренбургский тракт/Танковая улица;
- Межрегиональный клинико-диагностический центр (МКДЦ) — комплекс зданий, Оренбургский тракт/Танковая улица;
- Воскресенский монастырь Новый Иерусалим (Архиерейские дачи) — Оренбургский тракт/Первые Горки;
- Поволжская государственная академия физической культуры, спорта и туризма (ПГАФКСТ) и Международный административно-информационный центр (медиацентр) — Оренбургский тракт, 99;
- Деревня Универсиады — Оренбургский тракт, 10x;
- Казанская академия тенниса — Оренбургский тракт, 101;
- Жилой комплекс-микрорайон «Солнечный город» — Оренбургский тракт/проспект Победы/улица Баки Урманче;
- Казанский юридический институт МВД России — комплекс зданий, Оренбургский тракт, 128;
- Республиканская клиническая больница (РКБ) — комплекс зданий, Оренбургский тракт, 138;
- Детская Республиканская клиническая больница (ДРКБ) — комплекс зданий, Оренбургский тракт, 138/2;
- Казанский научно-исследовательский центр травматологии и ортопедии — комплекс зданий, Оренбургский тракт, 138/3;
- Комплекс Казанской таможни — Оренбургский тракт, 140;
- Управление Федеральной службы по ветеринарному и фитосанитарному надзору по Республике Татарстан — Оренбургский тракт, 20а[5].

- Метродепо «Аметьево»
- Воскресенский монастырь Новый Иерусалим (Архиерейские дачи)
- Корпуса Медиацентра Деревни Универсиады и ПГАФКСТ
- Казанская академия тенниса
- Казанский юридический институт МВД России
- Республиканская клиническая больница

## Перспективы
Согласно генеральному плану города, в средней части тракта планируется реновация прилегающей территории частной и прочей малоценной застройки, а в южной (от РКБ до границы города) — сооружение перспективного жилого квартала массовой застройки Южный. В целях организации скоростного безостановочного бессветофорного движения по тракту помимо 2-х имеющихся подземных переходов и надземного перехода у РКБ будут сооружены 2 многоуровневые развязки также с подземными переходами — на пересечениях с Танковой улицей (вместо Танкового кольца) и с Фермским шоссе. Рядом с первой из развязок планируется сооружение самого высокого в городе небоскрёба — многофункционального комплекса «Доминатус».